# Jugendpresse Berlin-Brandenburg
Die Jugendpresse Berlin-Brandenburg ist ein gemeinnütziger Verein, der sich als Verband der jungen medieninteressierten Berliner und Brandenburger sowie der Berliner und Brandenburger Schülerzeitungen versteht. Er wurde 1947 gegründet und war damit der Erste seiner Art. Heute richtet der Verein regelmäßig Weiterbildungen und eigene Medienprojekte aus. Am 22. März 2023 benannte sich die Junge Presse Berlin e. V. in Jugendpresse Berlin-Brandenburg e. V. um und erweiterte ihr Geschäftsgebiet auf die Bundesländer Berlin und Brandenburg.

## Geschichte
Der Ring Berliner Schülerzeitungen, nach 1952 Junge Presse Berlin, heute Jugendpresse Berlin-Brandenburg, wurde im Jahr 1947 gegründet und stand im Zeichen der Demokratisierung junger Menschen in Deutschland nach dem Zweiten Weltkrieg. Die Gründung des Vereins hing dabei auch mit der Entwicklung der Schülerzeitungen zusammen, die in den 1960er Jahren ihre Blütezeit erlebten. Aus historischen Gründen wurden Jugendmedien zu dieser Zeit zunehmend politischer und adressierten dabei Themen wie den Klimaschutz. In den kommenden Jahren dokumentierten sie eine junge Perspektive in Zeiten vom zerstörten Berlin und der Wiedervereinigung.
Im Jahr 1967 war die Junge Presse Berlin Gründungsmitglied der Deutschen Jugendpresse, die heute unter dem Namen Jugendpresse Deutschland als Dachverband die bundesweitere Arbeit ihrer Landesverbände koordiniert und eigene Projekte vorantreibt.
In den 1980er Jahren musste sich der Verein einem folgenreichen inneren Konflikt behaupten. So polarisierten sich die Mitglieder in zwei Gruppen mit unterschiedlichen Interessen und Ideen für den Verein: die Sozialisten und die Spontis, die sich als Nachfolger der 68er-Bewegung sahen. Erst gegen 1990 wurden die Streitigkeiten beigelegt und die Vereinsstrukturen stabilisierten sich. Mit ihrem neuen Fundament akquirierte die Junge Presse Berlin zahlreiche neue Mitglieder und kam erstmals auf Mitgliederzahlen über 300.
Am 1. Februar 2004 wurde das Berliner Schulgesetz veröffentlicht, das die Zensur von Schülerzeitungen beendete. Für lange Zeit hat sich der Verein für die Souveränität von Schülerzeitungen starkgemacht und die Abschaffung der Zensur von Schülermedien gefordert. Nach wie vor kämpfen aber einige Schülerzeitungen mit Einflussnahmen seitens der Schule in die inhaltliche Gestaltung. Der Verein steht den Redaktionen noch immer zur Seite, sucht das Gespräch mit der Schule und unterstützt als letzten Schritt auf dem Rechtsweg.
Im März 2023 und in Reaktion auf die Auflösung der Jugendpresse Brandenburg hat die Junge Presse Berlin ihren Tätigkeitsbereich auf den Großraum Berlin-Brandenburg erweitert und sich umbenannt. Heute ist die Jugendpresse Berlin-Brandenburg eng in der Medienbranche vernetzt. Nach wie vor erfreuen sich Schülerzeitungen größter Beliebtheit. Gerade die Chancen digitaler Medien eröffnen jungen Menschen neue Perspektiven, um ihre Meinung auszudrücken, ohne sich um die Finanzierung sorgen zu müssen. Die Jugendpresse Berlin-Brandenburg geht bei diesem Wandel mit und startet von Zeit zu Zeit eigene Medienprojekte, beispielsweise im Fernsehen in Zusammenarbeit mit dem freien Sender Alex Berlin.

## Aktivitäten
Die Jugendpresse Berlin-Brandenburg e. V. organisiert Weiterbildungen und Diskussionsrunden für ihre Mitglieder. In den Seminaren können Medieninteressierte ihr Handwerkszeug erweitern und einen Einblick in professionelle Medienbetriebe erhalten. Weiterhin hält der Verein in seinem eigenen Magazin, dem JUPMA (Akronym für „Junge Presse Magazin“), das Zeitgeschehen mit einer ehrenamtlichen Redaktion aus freien Redakteuren fest.
Für Schülerzeitungen bietet der Verein zudem Aus- und Weiterbildungen unter dem Namen der „Medienlabor“ (ehemals „Mobile Medienakademie“) an. Im Rahmen der Anti-Zensur-Arbeit unterstützt die Jugendpresse Berlin-Brandenburg von Zensur durch die Schulleitung oder Lehrkräfte bedrohte Schülerzeitungen und stärkt die ideellen Werte der jugendeigenen Presse durch Kampagnen. In einem Schülerzeitungsarchiv dokumentiert sie die Entwicklung der jugendeigenen Medien.
Die Jugendpresse Berlin-Brandenburg richtet in Zusammenarbeit mit der Senatsverwaltung für Bildung, Jugend und Familie, dem Tagesspiegel-Verlag und jup! Berlin (Jugend- und Familienstiftung des Landes Berlin) einmal jährlich den Berliner Schülerzeitungswettbewerb aus, bei dem Berliner Jugendredaktionen für ihre Medienprojekte mit Geld- und Sachpreisen prämiert werden. Die Bewertung erfolgt dabei nach Schulformen. Es werden Kriterien wie die Themenauswahl, die zielgruppenorientierte Gestaltung, das Argumentationsniveau und das Layout herangezogen. Die ausgezeichneten Schülerzeitungen qualifizieren sich für den Schülerzeitungswettbewerb der Länder.
Die Jugendpresse Berlin-Brandenburg ist ein Landesverband der Jugendpresse Deutschland. Durch die enge Zusammenarbeit mit den anderen Landesverbänden realisiert die Jugendpresse Berlin-Brandenburg gemeinsame Projekte mit anderen Verbänden und ermöglicht ihren Mitgliedern die Teilnahme an den Veranstaltungen ihrer Partner.